# OneFit
OneFit es una compañía chilena nacida en el año 2015, dedicada a la fabricación de ropa deportiva, y patrocinadora de eventos. Su sede principal se encuentra en Curicó, Maule, Chile.

## Historia
Fue fundada por Cristian Ramos Castillo, bajo la razón social de OneFit Limitada, la cual se encuentra ubicada en la calle Carmen 865, dentro de la ciudad de Curicó, en donde además funciona el Gimnasio fitness de la marca.
En 2016 comienza a ser el proveedor técnico de Curicó Unido, equipo profesional de la ciudad.
En 2017 se concreta el auspicio deportivo al tenista curicano Pablo Piña, quien ha participado en Torneos ATP. Además, aquel año fue proveedor del club Arturo Fernández Vial.
En 2018, se firmó un acuerdo benéfico con la Fundación de beneficencia Hogar de Cristo, en conjunto con Curicó Unido.
En 2024, desembarca en la Argentina para vestir a Newell's Old Boys.
En 2025, llega a Las Condes para vestir a Santiago City.
En la actualidad la empresa se ha masificado y es el proveedor de una gran cantidad de clubes profesionales chilenos.